# Stark (Nuevo Hampshire)
Stark es un pueblo ubicado en el condado de Coös en el estado estadounidense de Nuevo Hampshire. En el Censo de 2010 tenía una población de 556 habitantes y una densidad poblacional de 3,6 personas por km².

## Geografía
Stark se encuentra ubicado en las coordenadas 44°35′42″N 71°24′11″O / 44.59500, -71.40306. Según la Oficina del Censo de los Estados Unidos, Stark tiene una superficie total de 154.35 km², de la cual 152 km² corresponden a tierra firme y (1.52%) 2.35 km² es agua.

## Demografía
Según el censo de 2010, había 556 personas residiendo en Stark. La densidad de población era de 3,6 hab./km². De los 556 habitantes, Stark estaba compuesto por el 96.4% blancos, el 0% eran afroamericanos, el 1.08% eran amerindios, el 0.18% eran asiáticos, el 0% eran isleños del Pacífico, el 0.54% eran de otras razas y el 1.8% pertenecían a dos o más razas. Del total de la población el 1.08% eran hispanos o latinos de cualquier raza.